# Guillaume de Cerisay
Pour les articles ayant des titres homophones, voir Cerisay et Cerizay.
Guillaume de Cerisay est un homme d'État du XVe siècle, conseiller du roi de France Louis XI. Il exerce notamment des fonctions judiciaires (protonotaire, greffier au Parlement, procureur général) et politiques : il est ainsi gouverneur, ambassadeur, secrétaire du roi, trésorier de France avant de devenir le premier maire d'Angers.
Les premières dates connues de la biographie de Guillaume de Cerisay débutent après la guerre de Cent Ans.

## Biographie
Guillaume de Cerisay fut écuyer, baron du Hommet et de la Haye-du-Puy, seigneur de Cerisay, de Fierville, de Vesly, de La Rivière et de Soulle en Normandie, du Chastellet-en-Anjou, vicomte de Fauguernon et vicomte de Carentan. 
Conseiller et chambellan du roi de France Louis XI, il était en outre un intime de l'amiral Louis de Bourbon. 
Le roi le chargea d'importantes missions diplomatiques.
Guillaume de Cerisay meurt le 22 novembre 1492. 
Il avait un frère Pierre de Cerisay dit l'Aîné ou encore Pierre Ier de Cerisay.

## Actions politiques en Normandie

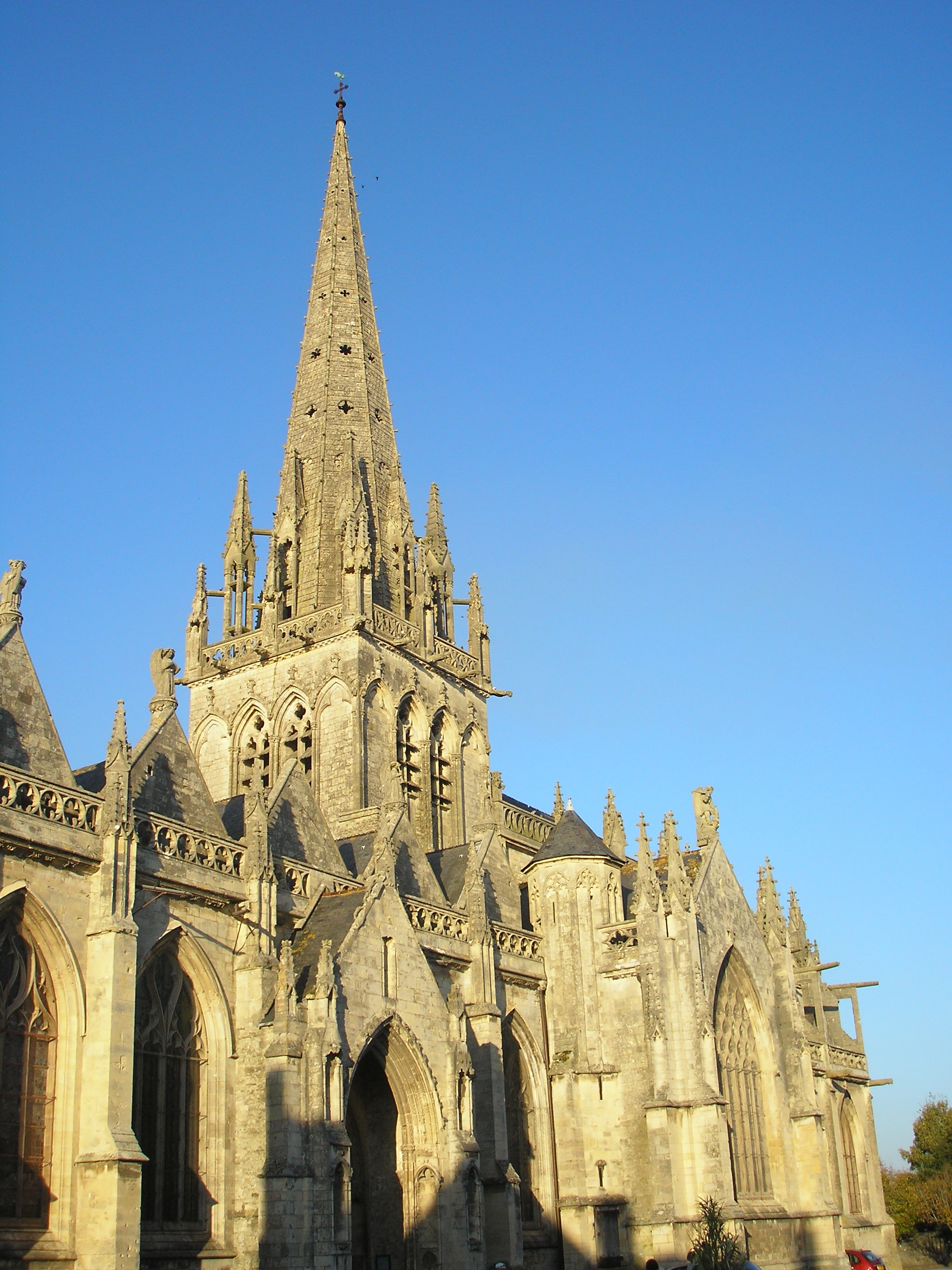
L'église de Carentan reconstruite en 1466.

En 1460, Guillaume de Cerisay devient grand bailli de Cotentin.
En 1462 Guillaume de Cerisay achète le château du Hommet, devenu le château de La Rivière, et devient seigneur de la châtellenie du Hommet puis baron du Hommet dans le Cotentin.
En 1464, Guillaume de Cerisay est nommé procureur de l'Échiquier de Normandie.
En 1466, Guillaume de Cerisay, vicomte de Carentan depuis 1454, devenu bailli de Cotentin, et sa femme Jacqueline de Rentot, font réédifier l'église de Carentan détruite par les Anglais durant la guerre de Cent Ans. Il dote richement l'église. Sa superficie est doublée par la construction du chœur, des déambulatoires et de la nef nord. La dédicace est célébrée en 1470. Il reconstruira également le chœur de l'église de Vesly.
Le blason de Guillaume de Cerisay : d’azur au chevron d’or, accompagné de trois croissants d’or, apparaît dans les chœurs des églises de Carentan entre 1466 et 1490.
En tant que magistrat, il devient le nouveau procureur général du Tréport.

## Actions politiques à Paris
Devenu secrétaire du roi, il est nommé général de la justice des aides en 1467. Il devient conseiller du roi de France Louis XI de 1467 à 1477.
En 1469, il devient protonotaire de la cour du Parlement de Paris. La même année, à Mende, éclate un conflit entre l'évêque Antoine de la Panouse et le roi Louis XI. Pour le contrer, le roi soustrait à La Panouse l'autorité sur la ville qui devient alors autonome. Guillaume de Cerisay soutient les Mendois qui demandent au roi le privilège d’ériger leur syndicat en consulat, ce qu’ils obtiennent.
En 1470, Il est désigné secrétaire de la mission envoyée en Angleterre. Il reçoit plus tard des instructions pour une autre ambassade en Catalogne.
En 1472, il est de nouveau procureur de l'Échiquier de Normandie.
En 1473, il est désigné trésorier de France.
La même année, le roi Louis XI lui confie des missions policières en Normandie.
En 1476, Guillaume de Cerisay, reçoit la seigneurie de feu Monseigneur d'Armagnac, située à Monestier-en-Albigeois, confisquée par le roi, par arrêt du Parlement et donnée à Guillaume de Cerisay pour le prix de 300 écus courant. 
En 1477, Guillaume de Cerisay, est nommé gouverneur d'Arras, capitale de l'Artois et du Lude en Anjou. Il est nommé lieutenant général en Artois.
En 1479, il assiste à l'exécution d'un certain nombre d'habitants d'Arras.
En 1483, Guillaume de Cerisay assume la charge de greffier civil du parlement de Paris jusqu'à ses derniers jours. Il transmettra sa charge à son fils Pierre II de Cerisay en 1492.

## Actions politiques en Anjou

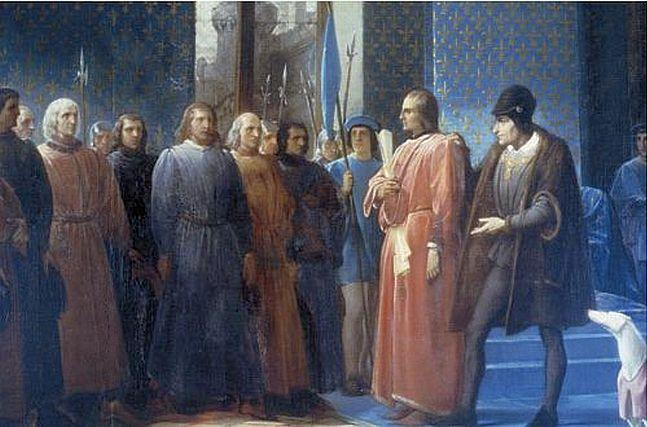
Remise de la charte aux bourgeois de la ville d'Angers par le roi de France Louis XI en 1474, par Jules Dauban (1901).

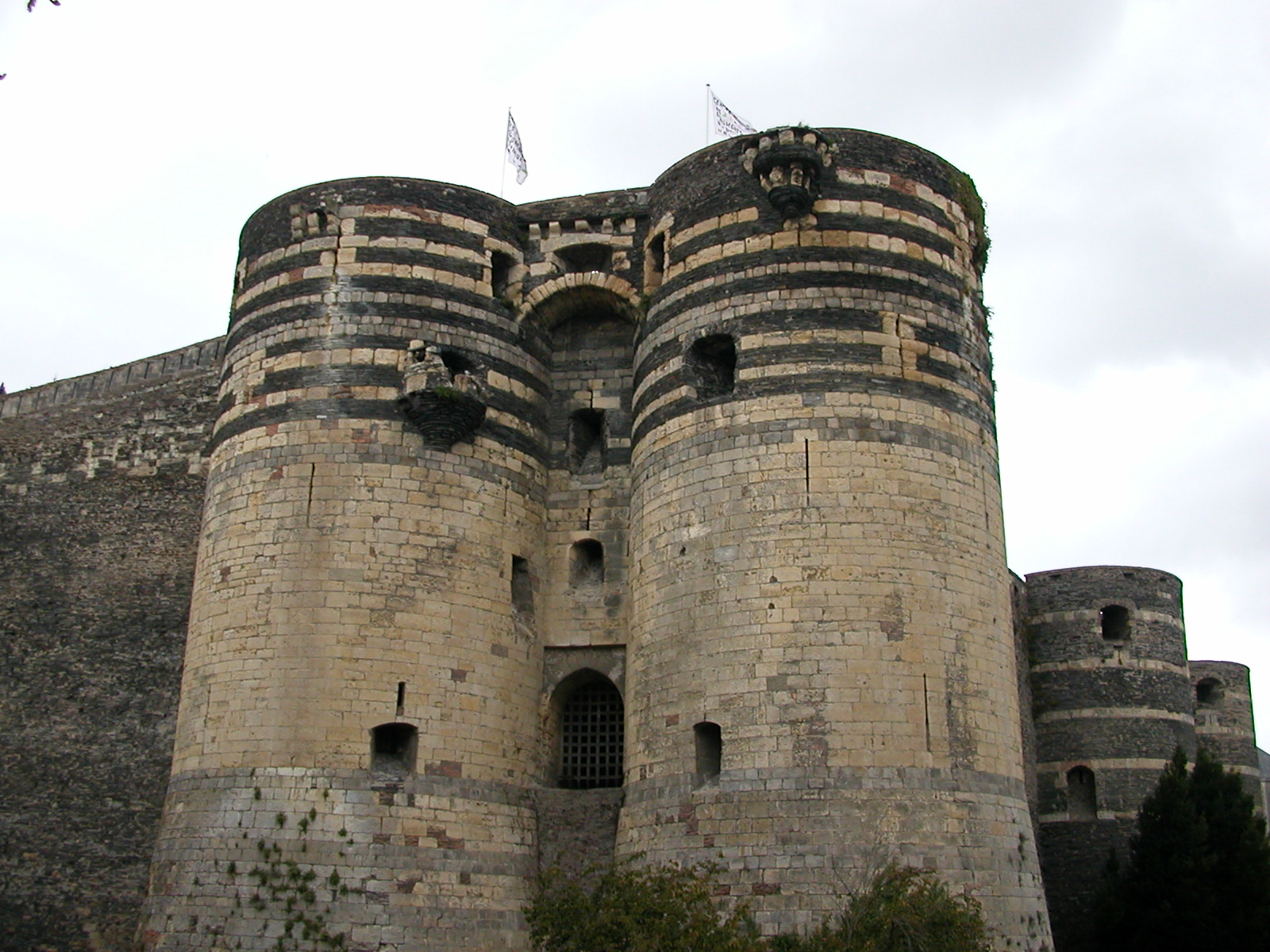
Le château d'Angers.

En 1474, Louis XI manœuvre contre le « bon roi » René d'Anjou, dont il désire annexer le domaine angevin. Louis XI se rend à Angers avec son armée, sous couvert d'une visite de courtoisie. René d'Anjou voit arriver son neveu, le roi de France, sans se douter qu'une fois dans la cité angevine, le roi demandera les clefs de la capitale de l'Anjou. La surprise et la stupéfaction sont énormes. Louis XI installe une garnison dans le château d'Angers et en confie le commandement à Guillaume de Cerisay. À 65 ans, le roi René ne voulut point commencer une guerre avec son neveu le roi de France. René céda l'Anjou sans combat et se tourna vers la Provence dont il était le souverain et qu’il rejoignit aussitôt. Louis XI nomme Guillaume de Cerisay, gouverneur de l'Anjou, ainsi que maire de la cité d'Angers.
En 1483, Louis XI meurt le 25 août 1483 au château de Plessis-lez-Tours. Le nouveau roi Charles VIII succède à son père. Guillaume de Cerisay tombe en disgrâce.
Le 4 mai 1484, les lettres patentes de Charles VIII mettent un terme au mandat à vie de Guillaume de Cerisay comme maire d'Angers. Les Angevins et leurs échevins, vont pouvoir élire librement leur nouveau maire.

## Descendances
De son mariage avec Jacqueline de Rentot, Guillaume a deux fils Pierre II de Cerisay qui reprend la charge de son père comme greffier au Parlement et Christophe de Cerisay.

## Hommage
Une rue de Carentan porte son nom.